# プラホック

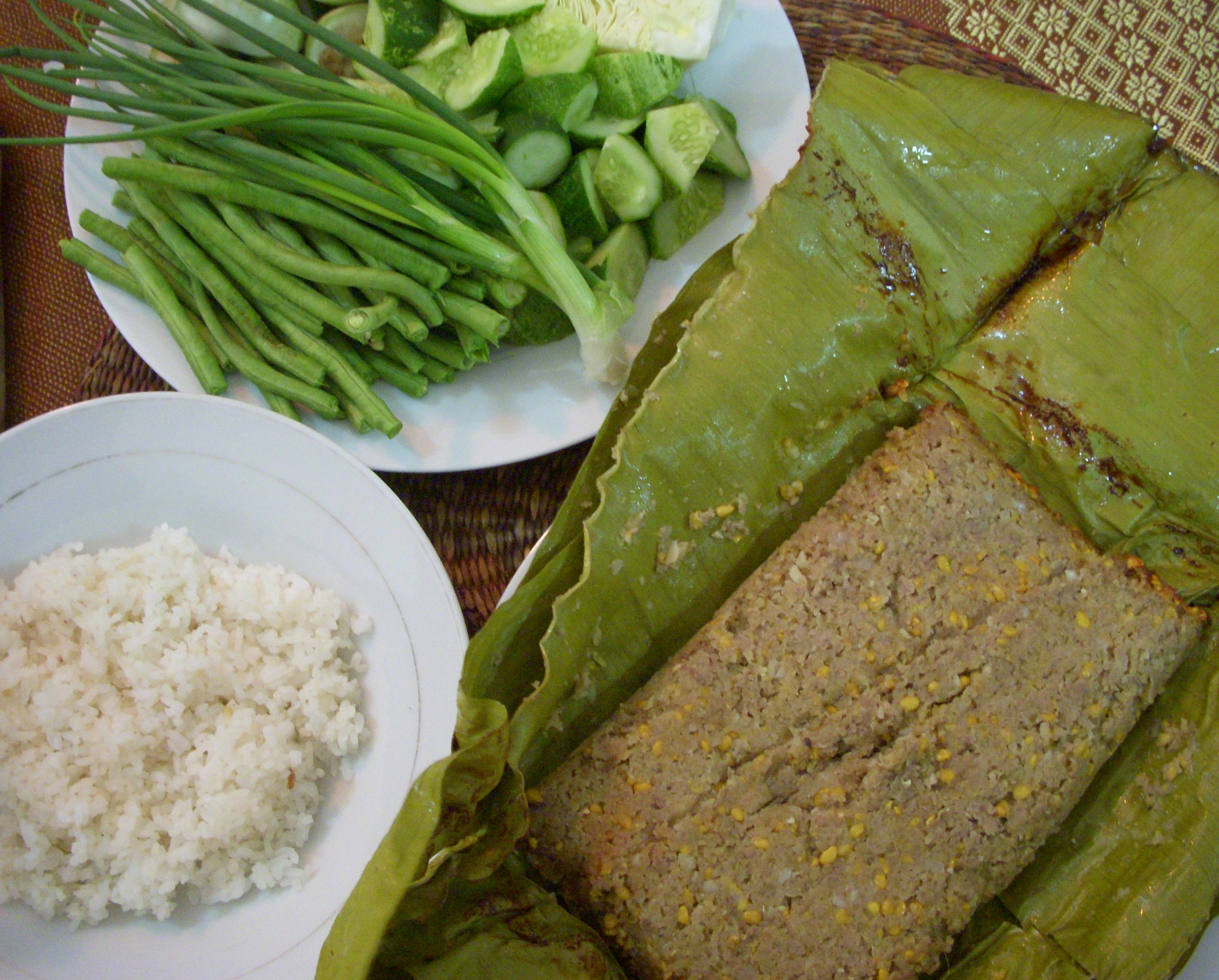
バナナの葉に包んで揚げたプラホック（右手前）。左は米飯、左上はジュウロクササゲやキュウリなどの野菜。

プラホック（クメール語: ប្រហុក、Prahok）は、カンボジアの塩辛。カンボジア料理には欠かせないペースト状の調味料および副食物で、強いにおいがあるが、塩味の効いたうま味が好まれる。

## 概要
ペースト状のため、味噌と同じく液体に溶かすとコロイド溶液となる。そのまま食用としたり、調味料やつけ汁として幅広くカンボジア料理に用いられる。1960年代の調査ではカンボジアの農家で1戸あたり年間70 - 100kgのプラホックを消費しており、タンパク質の補給源としても重要な役割を果たしている。
主として、トンレサップ湖およびトンレサップ川周辺に住むチャム族が生産している。また、シェムリアップでは付近のシェムリアップ川で採れた魚などを原料とし、企業により中間製品の工業的な生産が行われている。

## 製法
原料には体長10 - 15cm以下のコイ科の魚、特にケンヒー属の「トレイリール」（Cirrhinus jullieni）やシンニクシス属の「トレイレン」（Thynnichthys thynnoides）などが用いられる。雨季にトンレサップ湖周辺は浸水林となり、ここで魚類は産卵する。11月から減水期に入ると陰暦6 - 14日に集中して魚類が湖や川に戻るため、12月から3月のこの移動期にダイ（day）という大規模な定置網を設置して原料魚を採る。
魚はまず頭部を切り落とし、竹製のざるに入れて足で踏み、その圧力で鱗や内臓を取り除く。大量に処理する場合は、棒状のへらを回転させる機械を使って内臓を処理する。また、頭部は鉄製の大鍋で煮て魚油を作る。魚体はざるに入れて川の流れに置き2 - 3日かけて洗浄した後、網に載せて半日ほど天日で乾燥させる。これを広口の大ビンに入れ、魚と塩の重量比が5:1 - 4:1となるよう食塩水を注ぐ。ハエの産卵やボウフラの発生を防ぐため、食塩水はビンの口近くまで入れ、2 - 3ヶ月以上かけて発酵および熟成させるとプラホックが完成する。
シェムリアップなどにおける生産では、頭部や内臓を取り除いた魚を仕入れてトラックで工場に搬入し、水洗する。コンクリート製の床の上で魚に対して重量比で20%の塩を散布し、なじんだらタンクに移して3日ほど漬けこむ。外見、匂いとも元の魚に近いこの状態で市販され、購入者は細かくすり潰して砂糖や唐辛子、ニンニク、ハーブなどを加えて壺に入れ、半年から1年ほど熟成させて各家庭ごとの味付けのプラホックを作る。なお、1980年代の報告では壺ではなく素焼きの甕に入れ、屋外で日中は蓋を開けて天日にさらし、1ヶ月ほどで完成させていた。この際に壺の表面に浸出する液体は魚醤となり、トゥック・トレイ（ទឹកត្រី）と呼ばれる。
この他にプラホック・ユン（prahok youn, ベトナム人のプラホック）と呼ばれる安価な製品もある。頭部を取り除いた魚を1晩食塩水に漬け、天日で2日間乾燥させ、重量比で15%ほどの塩を加えて甕で10日間ほど発酵・熟成させて作り、ベトナム人が商業的に生産していた。

## 利用方法

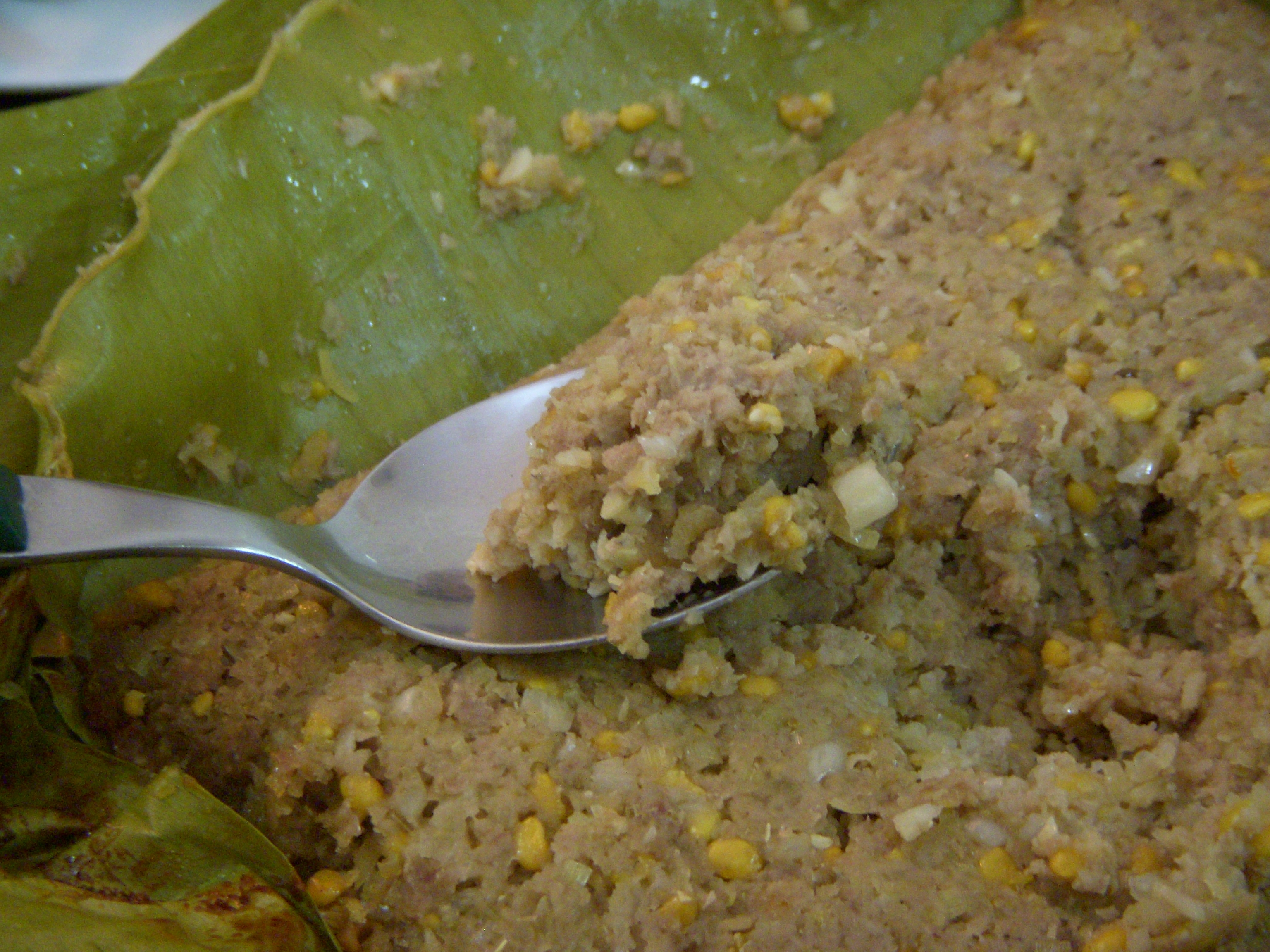
豚肉と混ぜ、バナナの葉に包んで焼いたプラホック。

貧しい農家などではそのまま食用とするほか、ニンニクやタマネギ、唐辛子、レモングラスなどと混ぜて副食物とする事もある。また、ソムロームチューのようなスープやライスヌードル、野菜の調味料としたり、米飯に乗せて食べたりもする。豚肉などと一緒にバナナの葉に包み、焼いたり蒸したりする料理もある。